# Trichotrombidium rafieiae
Trichotrombidium rafieiae – gatunek roztocza z kohorty Trombidiformes i rodziny Microtrombidiidae.
Gatunek ten został opisany w 2002 roku przez Alirezę Sabooriego.
Roztocz o czerwonym ciele długości od 388 do 656 μm. Boki scutum i scutellum podłużnie rowkowane. oBecne dwie pary oczy, z których każda na owalnym sklerycie. Pierwsza para odnóży z 6 zwykłymi szczecinkami na udzie, 4 na kolanie i 6 na goleni. Liczba solnenidii na kolanie pierwszej pary odnóży wynosi 4. Przedstopie pierwszej pary odnóży z pazurem zewnętrznymi i empodium (pazur wewnętrzny zdeformowany), natomiast II i III pary z parzystymi pazurkami i pazurkowatym empodium.
Larwy tego roztocza są ektopasożytami muchy domowej.
Gatunek znany Iranu i Turcji.